# Rhoicissus sekhukhuniensis
Rhoicissus sekhukhuniensis är en vinväxtart som beskrevs av Retief, S.J.Siebert & A.E.van Wyk. Rhoicissus sekhukhuniensis ingår i släktet Rhoicissus och familjen vinväxter. Inga underarter finns listade i Catalogue of Life.